# 유필 (전한)
유필(劉畢, ? ~ ?)은 전한 말기의 제후로, 양경왕의 손자이다.

## 행적
아버지 유흠의 뒤를 이어 율양후(溧陽侯)에 봉해졌으나, 전한이 멸망하여 작위가 박탈되었다.

## 출전
- 반고, 《한서》 권15하 왕자후표 下

| 선대 아버지 유흠 | 전한의 율양후 ? ~ 8년 | 후대 (전한 멸망) |